# TER Hauts-de-France
A TER Hauts-de-France a franciaországi Hauts-de-France régiót kiszolgáló regionális vasúthálózat Észak-Franciaországban. Tulajdonosa és üzemeltetője a francia nemzeti vasúttársaság, az SNCF. 2017-ben alakult a korábbi TER Nord-Pas-de-Calais-ból és a TER Picardie-ból, miután az érintett közigazgatási régiók egyesültek.

## TER hálózat
A TER Hauts-de-France négyféle szolgáltatást különböztet meg:
- Krono+ GV: gyors összeköttetések, beleértve a nagysebességű vonalakat is.
- Krono: gyors összeköttetések a városok között
- Citi: gyakori elővárosi járatok
- Proxi: helyi járatok
  - Ehhez jönnek még a nyári szezonális (saisonnières) járatok, az "éTER" műveletek keretében.[1]

A vasúti és buszhálózat 2021 áprilisától:

### Vasút
| Krono+ GV           | Útvonal |
| ------------------- | --- |
| K90+                | Amiens - Arras - Lille-Europe - Dunkerque |
| K92+                | Amiens - Arras - Lille-Europe - Calais-Fréthun |
| K94+                | Amiens - Arras - Lille-Europe - Calais-Fréthun - Boulogne - Étaples-Le Touquet - Rang-du-Fliers |
| Krono               | Útvonal |
| K10/K11             | Paris-Nord – Creil – Clermont-de-l'Oise – Saint-Just-en-Chaussée – Longueau - Amiens |
| K12                 | Paris-Nord – Creil – Longueau - Arras - Douai - Lille-Flandres |
| K13                 | Paris-Nord – Compiègne – Saint-Quentin - Busigny - Caudry - Cambrai branch line: Busigny - Le Cateau - Aulnoye-Aymeries - Maubeuge |
| K14                 | Paris-Nord – Creil – Pont-Sainte-Maxence – Compiègne – Noyon – Chauny – Tergnier – Saint-Quentin |
| K15                 | Paris-Nord – Dammartin-Juilly-Saint-Mard – Crépy-en-Valois – Villers-Cotterêts – Soissons – Anizy-Pinon – Laon |
| K16                 | Paris-Nord – Longueau - Amiens - Abbeville - Noyelles - Rue - Rang-du-Fliers - Étaples-Le Touquet - Boulogne - Calais-Ville |
| K20                 | Amiens - Ham (Somme) - Saint-Quentin |
| K21                 | Amiens - Saint-Roch - Abbeville - Noyelles - Rue - Rang-du-Fliers - Étaples-Le Touquet - Boulogne-Ville ... Calais-Ville |
| K40                 | Lille-Flandres – Douai – Montigny-en-Ostrevent - Somain - Cambrai - Caudry - Busigny - Saint-Quentin |
| K43                 | Arras – Douai - Valenciennes |
| K44/K45             | Lille-Flandres - Douai - Arras – Albert – Corbie - Amiens - Saint-Roch - Poix-de-Picardie - Abancourt - Serqueux ... Rouen-Rive-Droite |
| K50                 | Lille-Flandres – Lille-CHR - La Bassée - Béthune ... Saint-Pol-sur-Ternoise |
| K51                 | Lille-Flandres – Lille-CHR - Don-Sainghin - Bauvin-Provin - Pont-à-Vendin - Lens |
| K52                 | Arras – Avion - Lens ... Béthune ... Hazebrouck ... Dunkerque |
| K60                 | Lille-Flandres – Orchies - Saint-Amand-les-Eaux - Valenciennes ... Aulnoye-Aymeries - Maubeuge - Jeumont |
| K61                 | Lille-Flandres – Orchies - Saint-Amand-les-Eaux - Valenciennes ... Aulnoye-Aymeries ... Hirson - Liart - Charleville-Mézières |
| K70                 | Lille-Flandres – Armentières - Bailleul - Hazebrouck ... Dunkerque |
| K71                 | Lille-Flandres – Armentières - Bailleul - Hazebrouck - Saint-Omer ... Calais-Ville |
| K80                 | Lille-Flandres – Roubaix – Tourcoing ... Kortrijk |
| K81                 | Aulnoye-Aymeries - Mons |
| K82                 | Maubeuge - Charleroi-South - Namur |
| Citi                | Útvonal |
| C10/C11             | Paris-Nord – Orry-la-Ville-Coye – Chantilly-Gouvieux – Creil - Laigneville - Liancourt-Rantigny – Clermont-de-l'Oise – Saint-Just-en-Chaussée – Breteuil-Embranchement – Ailly-sur-Noye – Longueau - Amiens                                |
| C13/C14             | Paris-Nord – Orry-la-Ville-Coye – Chantilly-Gouvieux – Creil – Villers-Saint-Paul - Rieux-Angicourt – Pont-Sainte-Maxence - Chevrières - Longueil-Sainte-Marie - Le Meux-Lacroix-Saint-Ouen - Jaux - Compiègne                             |
| C17                 | Beauvais – Saint-Sulpice-Auteuil – Laboissière-Le Déluge – Méru – Esches – Bornel—Belle-Église – Chambly – Persan–Beaumont – Paris-Nord |
| C40                 | Lille-Flandres ... Douai |
| C41                 | Lille-Flandres ... Libercourt ... Lens |
| C50                 | Lille-Flandres ... Don-Sainghin ... Béthune |
| C51                 | Lille-Flandres ... Don-Sainghin ... Lens |
| C60                 | Lille-Flandres ... Orchies ... Saint-Amand-les-Eaux – Valenciennes |
| C70                 | Lille-Flandres ... Armentières ... Bailleul ... Hazebrouck |
| Proxi               | Útvonal |
| P10                 | Creil – Laigneville – Liancourt-Rantigny – Clermont-de-l'Oise – Avrechy – Saint-Remy-en-l'Eau – Saint-Just-en-Chaussée – Gannes – Breteuil-Embranchement – La Faloise – Ailly-sur-Noye – Dommartin-Remiencourt – Boves – Longueau - Amiens |
| P14                 | Saint-Quentin – Montescourt – Mennessis – Tergnier – Viry-Noureuil – Chauny – Appilly – Noyon – Ourscamps – Ribécourt – Thourotte – Longueil-Annel – Compiègne                                                                             |
| P15                 | Crépy-en-Valois – Vaumoise – Villers-Cotterêts – Corcy – Longpont – Vierzy – Soissons – Crouy – Margival – Vauxaillon – Anizy-Pinon – Clacy-Mons – Laon                                                                                    |
| P20                 | Amiens – Villers-Bretonneux – Marcelcave – Rosières – Chaulnes – Nesle – Ham – Flavy-le-Martel – Mennessis – Tergnier – La Fère – Versigny – Crépy-Couvron – Laon                                                                          |
| P21                 | Abbeville ... Amiens ... Albert |
| P22                 | Amiens ... Albert ... Arras |
| P23                 | Amiens ... Hargicourt—Pierrepont – Montdidier ... Compiègne |
| P24                 | Amiens ... Abancourt |
| P30                 | Le Tréport-Mers ... Abancourt ... Marseille-en-Beauvaisis ... Beauvais |
| P32                 | Beauvais ... Creil |
| P40/P41             | Douai - Sin-le-Noble ... Cambrai ... Busigny ... Saint-Quentin |
| P42                 | Lens ... Hénin-Beaumont ... Douai |
| P43                 | Douai ... Somain ... Valenciennes |
| P44                 | Douai ... Arras |
| P45                 | Amiens - Saint-Roch - Poix-de-Picardie - Abancourt ... Serqueux ... Rouen-Rive-Droite |
| P51                 | Béthune ... Saint-Pol-sur-Ternoise |
| P52                 | Hazebrouck ... Béthune ... Lens ... Arras |
| P53                 | Étaples-Le Touquet ... Saint-Pol-sur-Ternoise ... Arras |
| P54/P71             | Calais-Ville ... Hazebrouck ... Béthune ... Lens ... Arras |
| P60                 | Valenciennes ... Aulnoye-Aymeries ... Maubeuge ... Jeumont |
| P61/64              | Aulnoye-Aymeries ... Avesnes-sur-Helpe ... Hirson ... Marle-sur-Serre ... Laon |
| P62                 | Saint-Quentin ... Busigny - Le Cateau ... Aulnoye-Aymeries |
| P63                 | Valenciennes ... Denain ... Cambrai |
| P70                 | Hazebrouck ... Dunkerque |
| P72                 | Calais-Ville – Les Fontinettes – Beau-Marais – Gravelines – Bourbourg – Grande-Synthe – Coudekerque-Branche – Dunkerque |
| P73                 | Rang-du-Fliers - Étaples-Le Touquet ... Boulogne-Ville ... Calais-Ville |
| P80                 | Lille-Flandres ... Roubaix – Tourcoing |
| P81                 | Lille-Flandres ... Ascq ... Tournai |
| Saisonnières (éTER) | Útvonal |
| S02                 | Jeumont ↔ Maubeuge ↔ Aulnoye-Aymeries ↔ Valenciennes ↔ Dunkerque |
| S03                 | Hirson ↔ Valenciennes ↔ Dunkerque |
| S04                 | Saint-Quentin ↔ Cambrai-Ville ↔ Douai ↔ Dunkerque |
| S04                 | Laon ↔ Tergnier ↔ Amiens ↔ Abbeville ↔ Noyelles-sur-Mer ↔ Rue ↔ Rang-du-Fliers - Verton - Berck ↔ Étaples - Le Touquet ↔ Boulogne-Ville ↔ Calais-Ville                                                                                     |

### Busz
| Járat | Útvonal                                     |
| ----- | ------------------------------------------- |
| P82   | Ascq – Orchies                              |
| P83   | Lille - Comines                             |
| 17    | Somain – Lourches                           |
| 40    | Creil – Senlis – Roissy                     |
| 41    | Crépy-en-Valois – Roissy                    |
| 42    | Amiens – Beauvais                           |
| 43    | Montdidier – Saint-Just-en-Chaussée         |
| 44    | Montdidier – Chaulnes – Péronne – Roisel    |
| 45    | Laon – Montcornet – Rozoy-sur-Serre         |
| 48    | La Ferté-Milon – Fère-en-Tardenois – Fismes |
| 49    | Étrépagny – Gisors – Cergy–Préfecture       |